# Ebülhayır, Sarıoğlan
Ebülhayır là một xã thuộc huyện Sarıoğlan, tỉnh Kayseri, Thổ Nhĩ Kỳ. Dân số thời điểm năm 2008 là 648 người.